# Thermocyclops parahastatus
Thermocyclops parahastatus – gatunek widłonoga z rodziny Cyclopidae. Nazwa naukowa tego gatunku skorupiaków została opublikowana w 2017 roku przez zespół zoologów: Tomislav Karanovic, Kamonwan Koomput, La-orsri Sanoamuang.